# Brautwalzer
Der Brautwalzer, Hochzeitswalzer oder Brauttanz ist der Tanz, mit dem Braut und Bräutigam die Hochzeitsfeier eröffnen. Dabei handelt es sich meistens um den Wiener Walzer. Häufig wählt das Brautpaar dazu ein Musikstück von Johann Strauß, so zum Beispiel den Donauwalzer oder den Kaiserwalzer.

## Bedeutung des Brautwalzers
Der erste gemeinsame Ehewalzer hat eine große symbolische Bedeutung. Er versinnbildlicht, dass das Brautpaar nun „eins“ geworden ist. Dies geht zurück auf die griechische Mythologie. In Platos Entstehungsgeschichte der Menschheit waren die Menschen ursprünglich eine große Kugel. Da sie jedoch die Götter verärgerten, wurden sie getrennt. Seither sucht jeder Mensch sein Leben lang nach der anderen, ihn ergänzenden Hälfte. Im Paartanz kann man diese Ergänzung erleben. Die zwei Tanzenden formen sich zur ursprünglichen Kugel oder zum geschlossenen Ring. Somit hat der Brautwalzer einen ähnlichen Symbolgehalt wie die Eheringe, die Bindung und Vereinigung symbolisieren.

## Formen des Brautwalzers
Neben dem traditionellen Wiener Walzer kann als Brautwalzer natürlich auch ein Langsamer Walzer getanzt werden. Etwas weniger klassisch aber auch sehr beliebt ist die Rumba. Eine modernere Form des Brautwalzers ist ein Ausdruckstanz, in dem das Brautpaar mit einer Choreographie den Gästen seine Liebesgeschichte vortanzt.

## Durchführungsarten des Brautwalzers
Der Brautwalzer kann komplett vom Brautpaar allein auf der Tanzfläche als eine Art Vorführung für die Gäste getanzt werden. Eine weitere Variante ist, dass nach einigen Takten die Eltern der Brautleute und die Trauzeugen hinzukommen. Um noch mehrere Personen in den Tanz einzubeziehen, kann der Brautwalzer auch als Schneeballwalzer getanzt werden.